# Wilhelm von Hessen-Philippsthal-Barchfeld (1905–1942)
Wilhelm Ernst Alexis Hermann Prinz von Hessen-Philippsthal-Barchfeld (* 1. März 1905 in Rotenburg an der Fulda; † 30. April 1942 in Gor bei Bjeloi, Russland) war als Hauptsturmführer der Waffen-SS im Zweiten Weltkrieg. Er war Prinz von Hessen-Philippsthal-Barchfeld.

## Leben
Prinz Wilhelm war der erstgeborene Sohn Landgraf Chlodwig von Hessen-Philippsthal-Barchfeld (1876–1954) und dessen Frau Caroline Prinzessin von Solms-Hohensolms-Lich (1877–1958), Tochter des Fürsten Hermann, in ihrer Heimatstadt Lich. Er hatte vier Geschwister, zwei Schwestern und zwei Brüder: Ernst Ludwig (1906–1934), Irene (1907–1980), Alexis Friedrich (1911–1939) und Viktoria Cäcilie (1914–1998). Bruder Alexis, der an Epilepsie litt, wurde von den Nazis am 27. September 1938 sterilisiert, ein Jahr später starb er.
Seine eigene Familie mit Marianne Prinzessin von Preußen gründete er im thüringischen Tabarz am 30. Januar 1933, das Ehepaar hat die Söhne Wilhelm (1933) und Hermann (1935–2019) sowie die Tochter Johanna (1937). Seine Schwiegereltern waren der Politiker Friedrich Wilhelm Prinz von Preußen und Agathe von Ratibor und Corvey.
Zum 1. Mai 1932 trat er der NSDAP (Mitgliedsnummer 1.187.621) und der SS bei (SS-Nummer 52.711). Hier war er in 1934 Leiter eines Motor-Sturmbanns der Standarte 27. Wilhelm von Hessen war Mitglied des Deutschen Ordens, Ballei Utrecht.
Wilhelm nahm als Panzeroffizier (Hauptmann d.R.) am Zweiten Weltkrieg teil und war mit der 2. SS-Panzerdivision in Polen und Frankreich eingesetzt (u. a. bei Dünkirchen). Er kämpfte anschließend in Griechenland und Rumänien und fiel im Frühjahr 1942 vor Moskau.